# Micarea subviolascens
Micarea subviolascens är en lavart som först beskrevs av Hugo Magnusson., och fick sitt nu gällande namn av Coppins. Micarea subviolascens ingår i släktet Micarea och familjen Pilocarpaceae.   Inga underarter finns listade i Catalogue of Life.
I den svenska databasen Dyntaxa används istället namnet Micarea paratropa för samma taxon.  Arten är reproducerande i Sverige.